# Ciclone Sidr
Il ciclone Sidr (designazione JTWC 06B) fu una tempesta ciclonica molto forte e di categoria 5 sulla scala Saffir-Simpson. Colpì il Bangladesh a metà novembre 2007. Fu la quarta tempesta della stagione dei cicloni nel nord dell'Oceano Indiano nel 2007 ed uno dei peggiori disastri naturali nella storia bangladese.
Si originò come tempesta tropicale l'11 novembre 2007 nell'area centrale del golfo del Bengala, evolvendosi in direzione nord ed intensificandosi rapidamente. Il 15 novembre raggiunse il picco d'intensità con venti sostenuti sui 3 minuti fino a 215 km/h, venendo classificato con la categoria 5, ovvero tempesta ciclonica estremamente violenta secondo la scala definita dall'India Meteorological Department (IMD). Nello stesso giorno approdò in Bangladesh, causando evacuazioni di massa. Il numero di vittime è incerto e va dalla comunicazione ufficiale di 3447 vittime alle stime di circa 10000-15000.

## Storia meteorologica

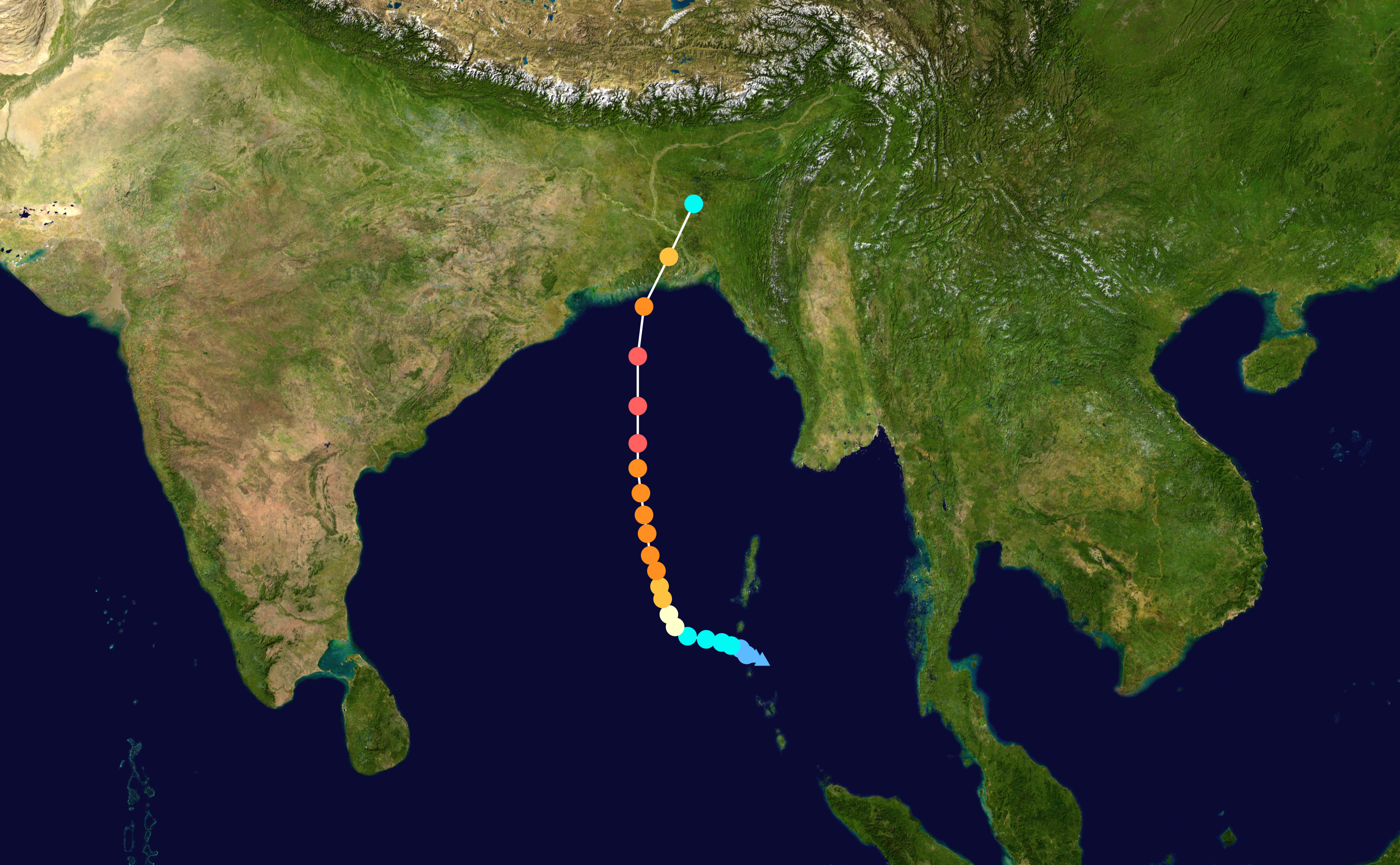
Percorso del ciclone. Il colore indica l'intensità secondo la scala Saffir-Simpson.

Il 9 novembre 2007 una perturbazione tropicale si sviluppò nel golfo del Bengala a sud-est delle isole Andamane, con una debole circolazione a bassa quota vicino alle isole Nicobare. Inizialmente, un moderato wind shear in quota ne inibiva l'organizzazione, mentre una forte divergenza in quota favoriva lo sviluppo della convezione. La successiva riduzione del wind shear verticale portò ad una migliore definizione della circolazione, e l'11 novembre venne emesso un avviso di formazione di ciclone tropicale, mentre il sistema si trovava a breve distanza a sud delle Andamane. Nello stesso giorno l'IMD designò il sistema come depressione BOB 09. Il Joint Typhoon Warning Center (JTWC) statunitense aggiornò il sistema a ciclone tropicale 06B dopo aver stimato venti di 65 km/h tramite la tecnica di Dvorak.
La mattina presto del 12 novembre l'IMD identificò il sistema come tempesta ciclonica e assegnò il nome "Sidr". Il sistema iniziò ad intensificarsi rapidamente mentre si muoveva lentamente in direzione nord-ovest, venendo in seguito classificato come tempesta ciclonica forte la sera del 12 novembre e molto forte il giorno successivo. La mattina del 15 novembre il ciclone si intensificò fino a raggiungere venti di picco sui tre minuti di 215 km/h, secondo l'IMD, e venti di picco sul minuto di 260 km/h con un minimo di pressione di 918 mbar, secondo il JTWC. Il ciclone approdò sulle coste del Bangladesh intorno alle ore 17:00 UTC del 15 novembre con venti sostenuti di 215 km/h. La tempesta si indebolì rapidamente subito dopo aver toccato terra e si dissipò nel corso del 16 novembre.

## Preparazione

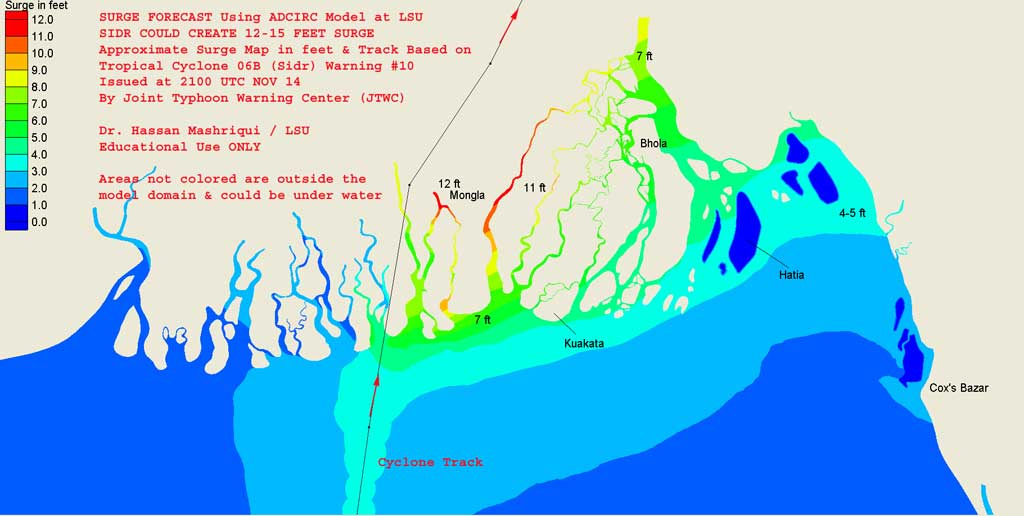
Previsione dell'onda di tempesta sul Bangladesh.

Il 15 novembre 2007, mentre la tempesta ciclonica si intensificava fino a raggiungere la categoria 5 sulla scala Saffir-Simpson, il servizio meteorologico indiano emise un'allerta per gli stati dell'Orissa e del Bengala Occidentale per onde di tempesta fino a 6-7 metri al di sopra delle normali maree. Un modello numerico sviluppato da un ricercatore del NOAA e dell'università statale della Louisiana consentì di definire una previsione dell'altezza delle onde di tempesta lungo la costa del Bangladesh, poi trasmesse alle autorità bangladesi, che misero in atto una massiccia operazione di evacuazione, che interessò almeno 650000 persone. In Bangladesh centinaia di migliaia di persone vennero evacuate in rifugi a prova di ciclone, i residenti nelle aree allagabili vennero allertate in previsione dell'arrivo delle onde di tempesta; cibo, medicine e coperte vennero preparate dalle autorità e circa 40000 tra poliziotti, soldati, guardie costiere ed operatori sanitari vennero schierati.

## Impatto
In India vennero segnalate onde di tempesta fino a 3 m lungo l'area costiera a nord di Chennai nello stato del Tamil Nadu, colpendo diversi villaggi di pescatori.

Approdo del ciclone Sidr in Bangladesh.

I danni nel Bangladesh furono ingenti, con migliaia di abitazioni, edifici e scuole danneggiate o distrutte e significativi danni ambientali. Lungo l'area costiere le onde di tempesta allagarono e distrussero i villaggi e i venti forti sradicarono gli alberi, lasciando migliaia di persone senza casa. Circa un quarto dei 400000 ha delle Sundarbans, la più grande foresta di mangrovie del mondo, venne danneggiato dal ciclone Sidr, secondo una valutazione del dipartimento forestale. La foresta sostenne il maggior impatto delle onde di tempesta, attenuandone l'intensità per le aree alle sue spalle e riducendone i danni. L'altezza delle onde fu inferiore a quella attesa dalle previsioni, pertanto i ricercatori ritennero che questo consentì di ridurre il tempo che la foresta avrebbe impiegato e riprendersi dai danni e consentì anche un ridotto impatto sulla fauna locale. Anche gran parte della capitale Dacca venne gravemente colpita, con interruzioni dei servizi idrici ed elettrici e danni significativi a causa dei venti e delle inondazioni. Le aree più colpite furono quelle dei distretti di Patuakhali e di Barguna. L'industria agricola locale venne devastata, con la perdita di buona parte del raccolto di riso, previsto per dicembre, a cui si aggiunse la perdita di circa 250000 capi di bestiame. Le perdite totali legate ai danni del ciclone raggiunsero i 196,25 miliardi di taka (circa 2,31 miliardi di dollari).

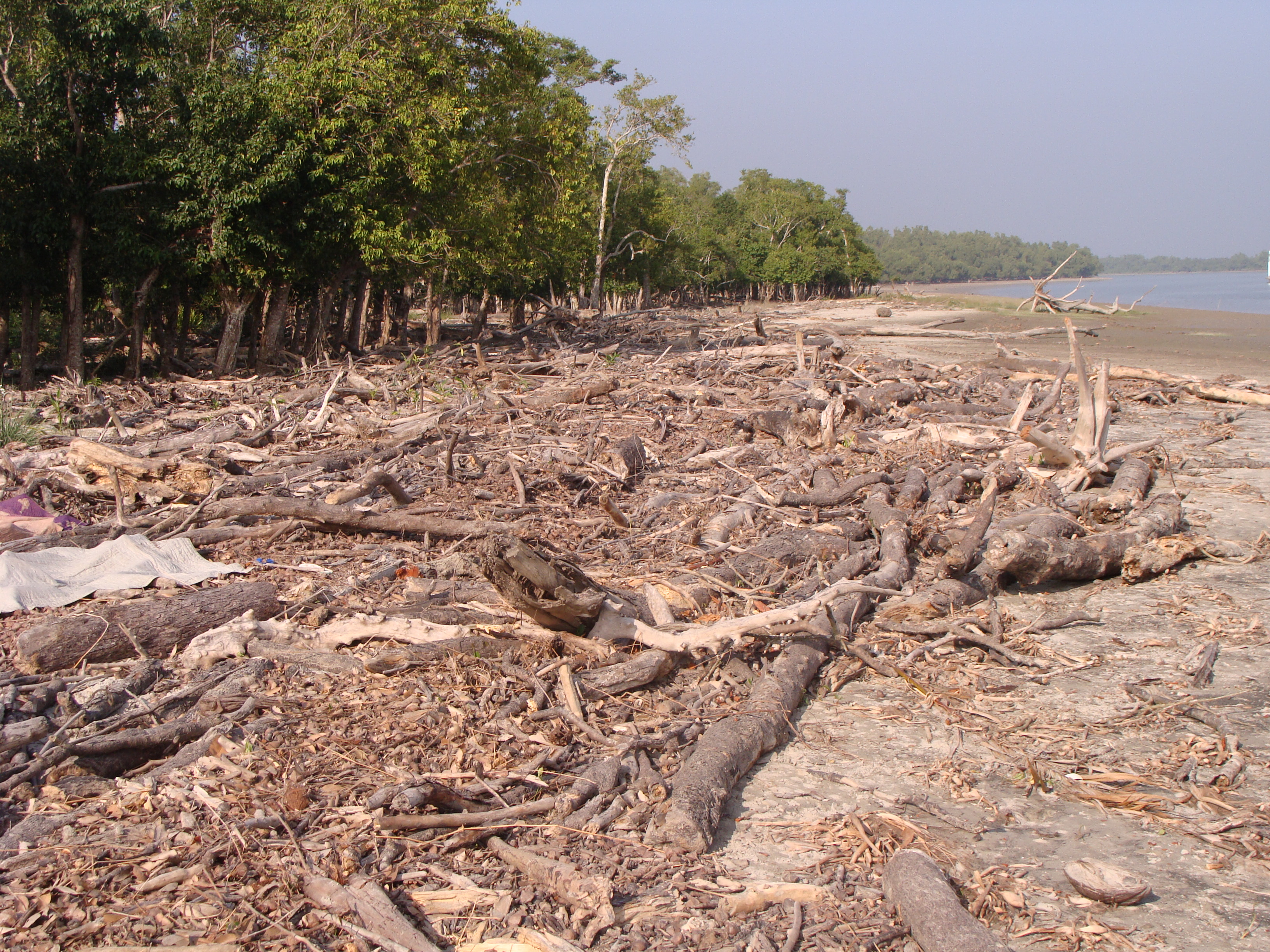
Danni del ciclone nelle Sundarbans.

Il numero complessivo di morti è incerto; una comunicazione ufficiale riportò 3447 vittime. Circa 474 decessi vennero segnalati nel distretto di Barguna e circa 385 nel distretto di Patuakhali. Secondo la Mezzaluna Rossa, invece, la conta delle vittime si attesterebbe tra le 5000 e le 10000. Altre stime arrivarono a 15000 vittime.

## Conseguenze e soccorsi

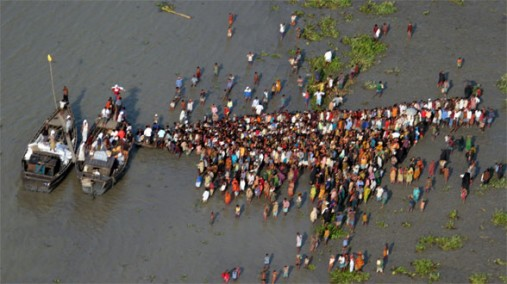
Distribuzione degli aiuti alla popolazione colpita.

Dopo che un ciclone aveva causato la morte di quasi mezzo milione di persone nel 1970, il Bangladesh aveva iniziato a sviluppare un sistema di allerta, di rifugi anticiclone e di pronta assistenza. Grazie a questo sistema e all'implementazione delle misure di soccorso, il numero di morti è stato inferiore a quanto ci si poteva attendere considerando l'intensità della tempesta. Subito dopo il passaggio del ciclone, cinque navi della marina militare del Bangladesh vennero inviate nelle zone più colpite con provviste di cibo, medicine e materiale di soccorso.

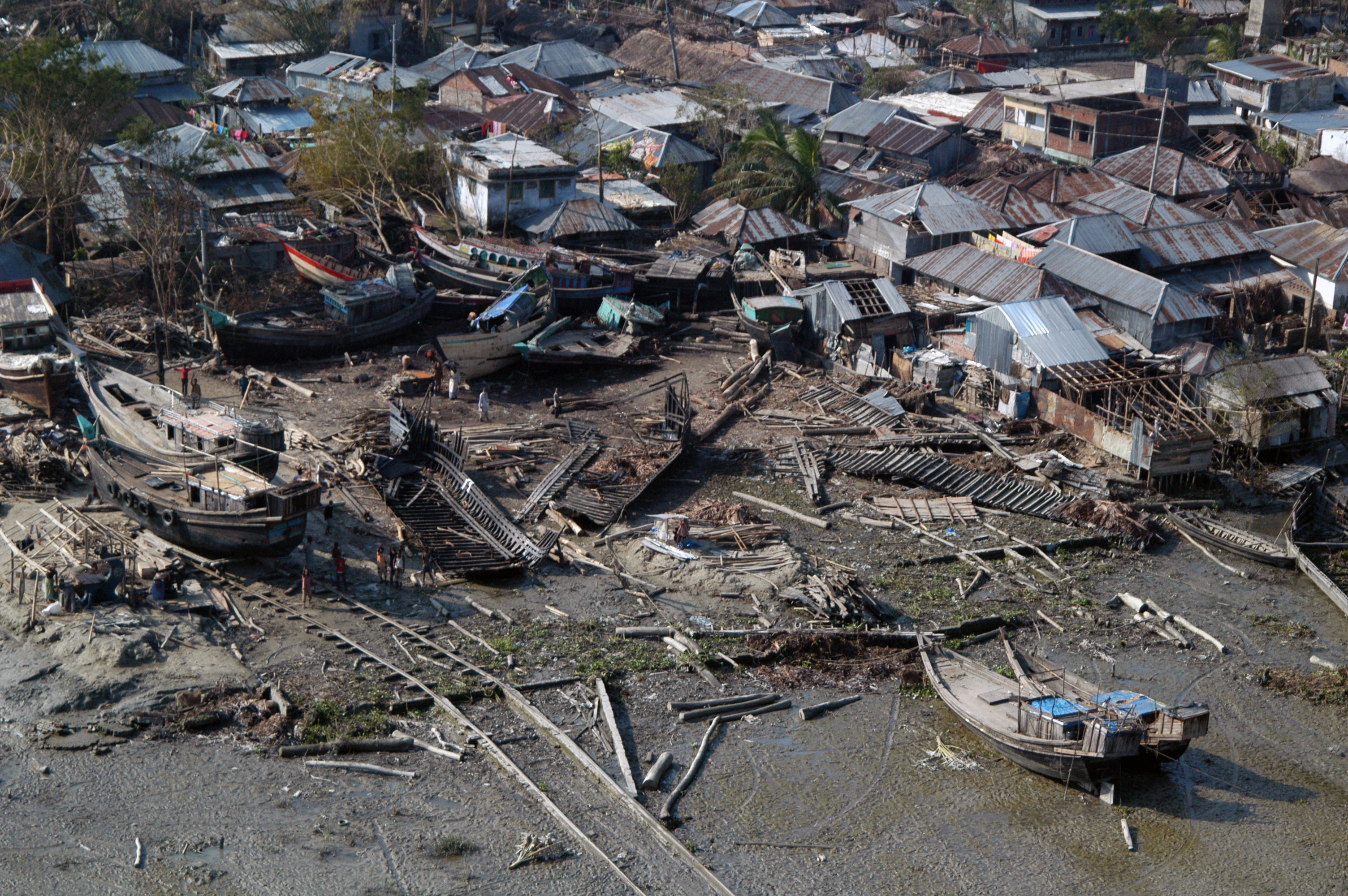
Danni causati dal passaggio del ciclone.

Oltre alla devastazione lasciata dal ciclone, si diffusero significativi problemi igienici e sanitari a causa della contaminazione delle acque e la conseguente scarsità di acqua pulita. Inoltre, gli effetti del ciclone si aggiunsero ai danni causati da una serie di inondazioni che avevano colpito il paese nei mesi precedenti. Le onde di tempesta, i forti venti e gli allagamenti distrussero o danneggiarono case, strutture sanitarie, strade, ponti ed infrastrutture, mentre le linee elettriche e di comunicazione vennero interrotte. Le sorgenti di acqua potabile vennero contaminate dai detriti e dall'acqua salata portata dalle onde di tempesta. La metà dei danni interessò il settore immobiliare e la maggior parte dei danni riguardò il settore privato più che quello pubblico. Inoltre, i danni materiali rappresentarono più di due terzi degli effetti del ciclone, mentre il restante terzo venne rappresentato da perdite economiche.
Subito dopo il passaggio della tempesta, la comunità internazionale si mosse in soccorso alle popolazioni colpite. Tramite l'ufficio delle Nazioni Unite per gli affari umanitari (OCHA) vennero raccolte donazioni per circa 122 milioni di dollari, soprattutto per rispondere alla richiesta di supporto da parte della Mezzaluna Rossa del Bangladesh. A questi si aggiunsero 14,7 milioni di dollari stanziati dal fondo centrale di soccorso immediato (CERF) delle Nazioni Unite. L'Unione europea contribuì con 20,5 milioni di euro, stanziati in più pacchetti, dei quali uno da 12 milioni nell'aprile 2008 per fornire cibo e supporto sanitario. Gli Stati Uniti stanziarono 2,1 milioni di dollari, inviarono due aerei da trasporto con provviste mediche e due navi della marina militare, ciascuna con 20 elicotteri e tonnellate di provviste. il Regno Unito contribuì con 5,1 milioni di dollari, la Conferenza Episcopale Italiana (CEI) contribuì con 2 milioni di euro, i governi di Francia e Germania stanziarono 730000 dollari ciascuno, il Giappone stanziò 318000 dollari in provviste, mentre le Filippine inviarono personale medico.
Il 23 dicembre 2007, nell'ambito del tour della nazionale di cricket del Bangladesh in Nuova Zelanda, i fondi raccolti durante la partita Twenty20 contro la nazionale neozelandese vennero destinati alle persone colpite dal ciclone Sidr; ulteriori 250000 dollari vennero donati dall'International Cricket Council (ICC).